# Brok
Brok ist eine Stadt im Powiat Ostrowski der Woiwodschaft Masowien in Polen. Sie ist Sitz der gleichnamigen Stadt-und-Land-Gemeinde mit 2780 Einwohnern (Stand 31. Dezember 2020).

## Geographische Lage
Die Stadt liegt etwa 70 Kilometer nordöstlich der Landeshauptstadt Warschau im Zentrum des Nadbużański-Landschaftsparks (Nadbużański Park Krajobrazowy). Brok liegt am Westlichen Bug etwas unterhalb der Einmündung des Flusses Brok.

## Geschichte
1233 hörte die Siedlung zum Bistum Płock. Am 26. März 1501 erhielt der Ort das Stadtrecht nach Kulmer Recht. Bei der Dritten Teilung Polens 1795 kam sie unter preußische Herrschaft, und etwa in dieser Zeit gelangten auch die ersten Juden nach Brok. 1807 wurde die Stadt dann Teil des neu gebildeten Herzogtums Warschau und 1815 Teil Kongresspolens.
1870 aberkannte Zar Alexander II. dem Ort, wie einer Reihe weiterer unter der Herrschaft Russlands befindlicher Städte, das Stadtrecht.
Nach Ende des Ersten Weltkrieges erhielt Brok 1922 wieder das Stadtrecht verliehen. Um den 8. und 9. September 1939 fanden in der Umgebung der Stadt Gefechte statt. Die Besetzung durch die Wehrmacht dauerte bis zum Einmarsch der Roten Armee am 27. August 1944.

### Einwohnerentwicklung
| Jahr | Einwohner |
| ---- | --------- |
| 1827 | 1157      |
| 1928 | 3660      |
| 1938 | 3690      |
| 2005 | 1817      |

## Gemeinde
Zur Stadt-und-Land-Gemeinde (gmina miejsko-wiejska) Brok gehören die Stadt selbst und sieben Dörfer mit Schulzenämtern.

## Bauwerke
- Die Pfarrkirche St. Andreas wurde 1560 erbaut.
- Das Rathaus wurde Anfang des 19. Jahrhunderts nach Plänen den Ingenieurs Kalinowski errichtet. Aufgrund von Geldmangel konnte keine Uhr eingebaut werden. Diese erhielt das Gebäude erst zur 500-Jahr-Feier des Ortes 2001.
- Die Ruinen des Palastturms finden sich östlich der Stadt. Mit dem Bau des Palastes war 1617 begonnen und er wurde 1624 fertiggestellt.
- Der jüdische Friedhof befindet sich westlich des Marktes an der Dąbrowski-Straße. Er wurde im 19. Jahrhundert angelegt.

## Persönlichkeiten
- Nahum Stutchkoff (1893–1965), jiddischer Schauspieler, Autor, Radioschaffender und Lexikograph.